# Nematoscelis atlantica
Nematoscelis atlantica är en kräftdjursart som beskrevs av Hansen 1910. Nematoscelis atlantica ingår i släktet Nematoscelis och familjen lysräkor. Inga underarter finns listade i Catalogue of Life.